# Boole (cráter)
Boole es un cráter lunar situado a lo largo del limbo noroeste de la Luna, al noroeste del cráter Gerard. En esta ubicación se avista casi de lado, presentando una forma muy oblonga debida a la perspectiva. La formación del cráter es casi circular, aun así, con una pared interior ancha, gastada y redondeada debido a impactos subsiguientes. Debe su nombre al matemático británico George Boole.
Al norte de Boole se encuentra el cráter Cremona, y al suroeste están situados Paneth y Smoluchowski. 

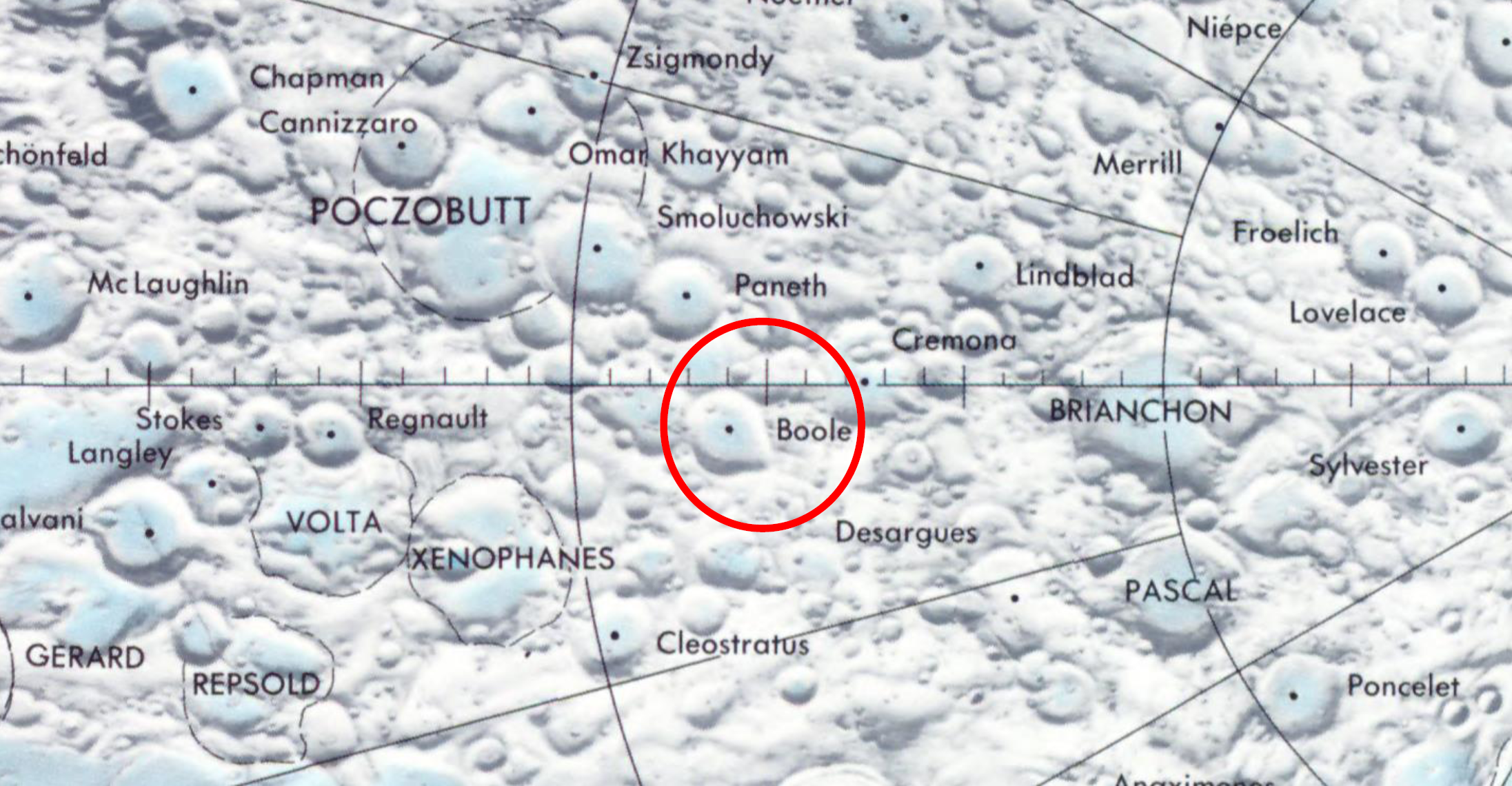
Cráter Boole. Detalle del plano lunar de la NASA

El cráter satélite Boole E (erosionado y un poco distorsionado) está unido al brocal del sur del cráter principal, formando un valle a caballo entre las dos formaciones. La plataforma interior del cráter Boole es relativamente plana, marcada solo por minúsculos impactos. Hay un pequeño cráter próximo al brocal suroeste, y otro cráter minúsculo a lo largo de la pared interior occidental.
La superficie a lo largo de la cara occidental de Boole está picada por una multitud de pequeños cráteres que discurren en dirección norte hacia Brianchon. Una secuencia de estos impactos forma una cadena de cráteres, cerca el brocal occidental de Boole.

## Cráteres satélite

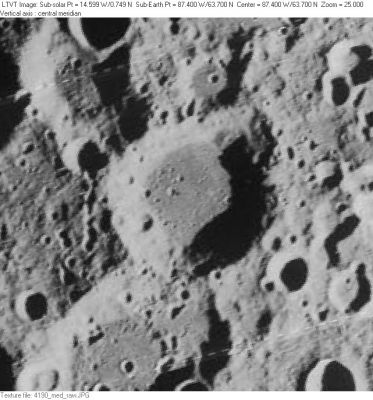
Cráter Boole fotogafiado por la misión Lunar Orbiter-IV

Por convención estos elementos se identifican en los mapas lunares mediante una letra rotulada en el centro del cráter.
|       | \| Boole \| Coordenadas \| Diámetro \| \| ----- \| ----------------------------- \| -------- \| \| A \| 63°36′N 80°36′O / 63.6, -80.6 \| 56 km \| \| B \| 63°36′N 77°18′O / 63.6, -77.3 \| 9 km \| \| C \| 65°24′N 82°30′O / 65.4, -82.5 \| 18 km \| \| D \| 64°00′N 83°30′O / 64.0, -83.5 \| 10 km \| \| E \| 62°54′N 84°36′O / 62.9, -84.6 \| 16 km \| \| F \| 64°12′N 79°24′O / 64.2, -79.4 \| 34 km \| \| G \| 64°48′N 90°54′O / 64.8, -90.9 \| 41 km \| \| H \| 61°36′N 88°54′O / 61.6, -88.9 \| 75 km \| \| R \| 64°24′N 78°00′O / 64.4, -78.0 \| 13 km \| |          |
| Boole | Coordenadas | Diámetro |
| A     | 63°36′N 80°36′O / 63.6, -80.6 | 56 km    |
| B     | 63°36′N 77°18′O / 63.6, -77.3 | 9 km     |
| C     | 65°24′N 82°30′O / 65.4, -82.5 | 18 km    |
| D     | 64°00′N 83°30′O / 64.0, -83.5 | 10 km    |
| E     | 62°54′N 84°36′O / 62.9, -84.6 | 16 km    |
| F     | 64°12′N 79°24′O / 64.2, -79.4 | 34 km    |
| G     | 64°48′N 90°54′O / 64.8, -90.9 | 41 km    |
| H     | 61°36′N 88°54′O / 61.6, -88.9 | 75 km    |
| R     | 64°24′N 78°00′O / 64.4, -78.0 | 13 km    |